# Pallacanestro ai VI Giochi della Francofonia - Torneo femminile
Il torneo VI Campionato di pallacanestro femminile ai Giochi della Francofonia si è svolto nel 2009, a Beirut, in Libano.

## Classifica
| -       | Paese          |
| ------- | -------------- |
| Oro     | Romania        |
| Argento | Senegal        |
| Bronzo  | Tunisia        |
| 4       | Francia        |
| 5       | Mali           |
| 6       | Libano         |
| 7       | Québec         |
| 8       | Vallonia       |
| 9       | Costa d'Avorio |
| 10      | Camerun        |